# Андреас, Фридрих Карл
Фридрих Карл Андре́ас (нем. Friedrich Carl Andreas, 14 апреля 1846, Бата́вия, Голландская Ост-Индия, ныне Джакарта, Индонезия — 3 октября 1930, Гёттинген, Германия ) — немецкий лингвист, востоковед, иранист. Представитель древнего армянского царского рода Багратуни.

## Биография
Фридрих Карл Андреас был сыном бывшего армянского князя, который после проигранной племенной вражды отказался от своей фамилии Багратуни и принял имя Андреас. Отец работал военным врачом в Батавии, столице голландской Ост-Индии. Там он женился на дочери немецкого врача. Семья переехала в Гамбург в 1852 году, где Фридрих Карл Андреас учился у частных преподавателей. Позже он стал учеником в средней школе в Женеве. С детства проявлял способности к языкам и уже в школьном возрасте владел немецким, английским, голландским, французским, латинским и греческим.
Андреас получил образование в области иранистики и других направлений востоковедения в университетах Галле, Эрлангена, Геттингена и Лейпцига. Получил докторскую степень в Эрлангене в 1868 году, защитив диссертацию о языке пехлеви («Вклад в точное знание среднеперсидской (пехлевийской) письменности и фонетической системы»). По окончании учёбы продолжил исследования пехлеви в Копенгагене, занимался также скандинавскими языками.  С 1870 по 1871 год он добровольцем принял участие во франко-германской войне, пережил битву при Ле-Мане. Затем работал учителем. В 1874 году он сопровождал прусскую экспедицию в Персию в качестве археолога. Даже после того, как закончилось государственное финансирование, он остался в Персии. Он работал почтмейстером, учителем, одновременно проводя полевые исследования. Благодаря своим знаниям и репутации стал близок ко двору персидского шаха.
Вернулся в Германию в 1882 году, когда сопровождал персидского принца Ихтисам-эд-дауле. В Берлине заболел глазной болезнью, которая вынудила его разорвать отношения с персидским королевским двором и временно отказаться от исследовательской работы. Оставшись совершенно без гроша в кармане, снова был вынужден зарабатывать на жизнь уроками.С 1883 по 1903 год давал частные уроки турецкого и персидского языков в Берлине.
В 1886 году познакомился с Лу Саломе и предложил ей стать его женой. Получив отказ, Андреас попытался покончить жизнь самоубийством на её глазах, вонзив нож себе в грудь. Лу Саломе вызвала врача, Андреас выжил, и на следующий день они обручились. Лу Саломе согласилась на брак только при условии, они никогда не вступят в сексуальные отношения. 20 июня 1887 года Фридрих Карл Андреас и Лу Саломе обвенчались.
В 1887 году получил должность профессора персидского и турецкого языков на недавно основанном семинаре восточных языков в Берлинском университете. Но спустя некоторое время начальство обвинило Андреаса в том, что он уделяет слишком много времени исследованиям в ущерб преподаванию. После судебного процесса с министерством культуры Пруссии Андреас был уволен весной 1891 года и потерял профессорское звание. В последующие годы он жил в качестве частного ученого в Берлине и зависел от заработка своей жены, которая публиковала романы, рассказы и стихи.
В 1903 году стал профессором иранской филологии в Геттингенском университете. Здесь ему было поручено расшифровать фрагменты рукописей, которые были собраны Немецкими турфанскими экспедициями в западном Китае в 1902 - 1914 годах. Считается одним из основоположников исследований турфанских рукописей. В 1905 году у Андреаса рождается  от служанки дочь Мари, которую Саломе удочерила.
Не будучи плодовитым автором книг, он предпочитал делиться своими знаниями со студентами и коллегами устно. Его основным направлением исследований были иранские языки в их развитии от древности до наших дней; например афганский, белуджский, осетинский и курдский языки. Он также хорошо знал санскрит, хиндустани, арабский, арамейский, иврит, армянский и турецкий языки. Кроме того, он считался отличным дешифровщиком рукописей и надписей. Благодаря своим лингвистическим талантам он был назначен членом Королевской прусской фонографической комиссии (Königlich Preußische Phonographische Kommission), целью которой комиссии было записать примерно 250 языков, на которых говорили узники немецких лагерей для военнопленных времён Первой мировой войны.
Умер от рака в 1930 году. Похоронен на Гёттингенском городском кладбище.